# برنيس (قصة قصيرة)
«برنيس» (بالإنجليزية: Berenice)‏ هي قصة رعب قصيرة كتبها إدغار ألان بو، نشرت لأول مرة في جريدة سوذرن ليتراري ماسنجر في عام 1835.

## حبكة
تروي برنيس قصة رجل يدعى إيغايوس يستعد للزواج من ابنة عمه برنيس. ويقع إيغايوس في نوبات من التركيز الشديد حيث يفصل نفسه عن العالم الخارجي. بدأت صحة برنيس في التدهور بسبب مرض لم يذكر اسمه حتى بقيت أسنانها هي الجزء الوحيد السليم بها، ما جعل إيغايوس مهووسا بأسنانها. تدفن برنيس ويستمر إيغايوس بالتفكير بأسنانها. يقع إيغايوس في نوبة تركيز ويستيقظ بإحساس سيء داخله، وصوت صراخ في أذنيه. ثم يفاجئه خادمه بإخباره أن قبر برنيس قد فتح، وانها لا تزال على قيد الحياة. ولكن بجانب إيغايوس توجد مجرفة، وقصيدة عنوانها «زيارة قبر الحبيب» وعلبة تحتوي على 32 سنا ملطخة بالدماء.

## استقبال
أثارات القصة صدمة القراء المعاصرين بسبب عنفها واشتكوا لرئيس تحرير الجريدة. ونشر بو لاحقا نسخة معدلة.